# 三澤寺 (伊那市)
三澤寺（さんたくじ）は、長野県伊那市福島にある日蓮宗の寺院。1276年に法華宗として福島山理性寺として建立。後に日蓮宗に改宗した。山号は理性山。本山は身延山久遠寺。

## 概要
1276年（建治2年）日永を開山として創建された。当時の寺号は理性寺。1421年（応永28年）三澤入道により現在地に移され三澤寺と改めた。
堂内には模擬御柱を用いた龍神像が安置されている。

## 文化財

### 福島区文化財
- 大黒天（自然石塔文字） - 文化元年（1804年）石像文化財[2]
- 題目塔（自然石塔文字） - 明治14年（1881年）石像文化財[2]
- 庚申塔（自然石塔文字） - 寛政12年（1800年）石像文化財[2]
- 帝釈天（自然石塔文字） - 安政7年（1860年）石像文化財[2]

## 参考資料
- 日蓮宗寺院大鑑編集委員会『宗祖第七百遠忌記念出版 日蓮宗寺院大鑑』大本山池上本門寺 (1981年)
- フジサワセレモニー季刊誌「MyLife」2019年秋号　有限会社フジサワセレモニー　(2019年)
- 伊那北小学校沿革誌刊行委員会『伊那北小学校のあゆみ　地域と学校』　伊那北小学校　(2002年)